# 블링블링

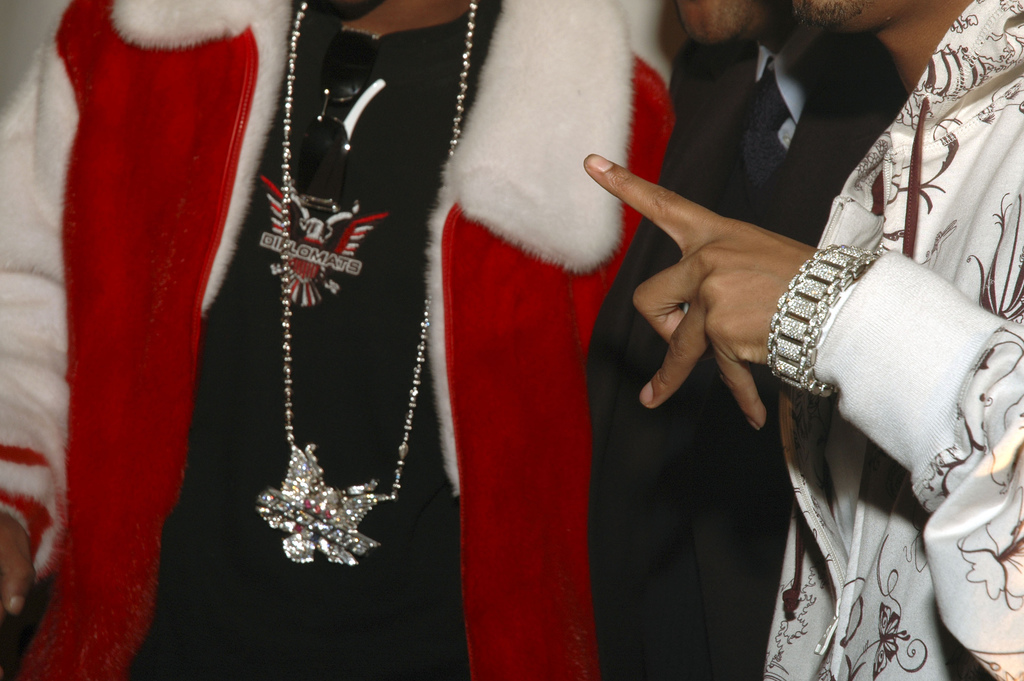
블링블링 보석

블링블링(Bling Bling)은 자메이카어의 속어로 일부 아프리카-아메리칸 랩퍼에 의해 유명해진 단어이다. 사용법 중 "블링블링" (Bling Bling)이라는 어감은 다이아몬드 등 보석류에 빛이 반사될 때 나는 것을 상상하게 만들게 만들어 이런 단어가 사용되었다. 힙합 분야에서 나온 신조어로, '반짝거리는'이라는 뜻이다.

## 같이 보기
- 그릴즈
- 어플루엔자
- 캠프 (양식)
- 상품물신성
- 과시 소비
- 지위 상징